# Аспарухово (област Плевен)
 Тази статия е за село Аспарухово в Област Плевен.  За други значения вижте Аспарухово.  
Аспару̀хово е село в Северна България, община Левски, област Плевен.

## География
Село Аспарухово се намира в Централната част на Дунавската равнина. През селото минава третокласният републикански път 303 – в границите му негова главна улица, който води на югоизток към град Левски, а на северозапад – през село Малчика към село Българене, където се свързва с минаващия в направление запад – изток първокласен републикански път 3 – част от Европейски път Е83. За района на селото е характерен равнинният до слабо разчленен релеф.
Населението на Аспарухово, наброявало към 1934 г. 980 души, нараства на 1043 към 1946 г., след което намалява до 572 към 2018 г. Състои се предимно от българи, цигани – кардараши, както и българи с турски произход, които живеят в разбирателство и дружба. Почвите в района са чернозем II-III категория и са много плодородни. Климатът е умереноконтинентален с ясно изразени студена зима и много горещо лято. Отглежданите култури в района са пшеница, царевица, слънчоглед, тиква, диня, пъпеш, както и традиционно отглежданите навсякъде пипер, домат, краставица, картоф, морков и пр.

## История
През 1934 г. дотогавашното име на селото Орта кьой е променено на Аспарухово. При избухването на Балканската война в 1912 г. един човек от Ортакьой е доброволец в Македоно-одринското опълчение.
Вероятно през 1903 г. в Аспарухово е създадено Народното основно училище „Отец Паисий“, действало до 1943 г.
На 28 ноември 1949 г. е учредено трудово кооперативно земеделско стопанство (ТКЗС) „Мичурин“ в Аспарухово. Във връзка с него в Държавен архив – Плевен има архивен фонд за периодите 1949 – 1959 г. и 1990 – 1995 г.
В Аспарухово няма църква. Едва през 2010 г. в центъра на селото, в близост до сградата на кметството, е построен параклисът „Возкресение Христово“. Пространството около него е обособено като кът за почивка, с пейки и зеленина.

## Обществени институции
Село Аспарухово е център на кметство Аспарухово.
В Аспарухово има:
- читалище „Просвета – 1927 – с. Аспарухово“, действащо към 2019 г.[12][13]

- пощенска станция[14]

## Културни и природни забележителности
Единствена забележителност е старата чешма в центъра, строена през 1927 година с доброволния труд на хората от селото. Понастоящем не работи.

## Редовни събития
- Няколко пъти в годината се изнасят представления, в които деца от селото рецитират стихове, изпълняват танци и играят пиеси. При добро представяне те изнасят програмата си и в други близки села (Малчика, Българене, Стежерово).
- Събора на селото е всяка втора неделя на месец ноември, около 7 ноември.